# 1,2-butaandiol
1,2-butaandiol is een organische verbinding met als brutoformule C4H10O2. Het is een kleurloze, viskeuze vloeistof, die zeer goed oplosbaar is in water.

## Isomerie
Van 1,2-butaandiol bestaan aan aantal structuurisomeren:
- 1,3-butaandiol
- 1,4-butaandiol
- 2,2-butaandiol
- 2,3-butaandiol

Daarnaast bezit de verbinding een chiraal centrum, zodat twee enantiomere vormen mogelijk zijn.

## Toepassingen
1,2-butaandiol wordt hoofdzakelijk gebruikt als oplosmiddel bij de synthese van epoxyharsen, polyamiden, polyurethanen en tetrahydrofuraan.

## Toxicologie en veiligheid
De stof reageert met sterk oxiderende stoffen. Boven 90 °C kunnen ontplofbare damp of mengsels worden gevormd.
1,2-butaandiol is irriterend voor de ogen. Blootstelling aan hoge doses kan het bewustzijn verminderen en leiden tot duizeligheid, slaperigheid en bewusteloosheid.